# Fiona Grond
Fiona Grond (* um 1992 in Zürich) ist eine Schweizer Jazzmusikerin (Gesang, Komposition).

## Leben und Wirken
Fiona Grond wuchs bei Zürich auf und war bereits früh an Musik interessiert. Auf der Blockflöte begann sie bereits mit fünf Jahren erste Stücke zu komponieren. Später besuchte sie die Kantonsschule Stadelhofen in Zürich, wo sie im musischen Zweig 2011 mit Fokus auf klassischem Gesang ihre Matura machte. Zur Vorbereitung auf das Musikstudium absolvierte sie zwischen 2012 und 2014 am Konservatorium Winterthur den Jazz-Vorkurs. 2014 zog sie nach München, wo sie Jazzgesang an der Hochschule für Musik und Theater bei Sanni Orasmaa und Anne Czichowsky studierte. 2019 schloss sie dort ein Kompositionsstudium bei Gregor Hübner und Christian Elsässer an. Weiter erhielt sie die Möglichkeit, bei Sheila Jordan, New York Voices, Theo Bleckmann, Ben Monder, Diana Torto, Jen Shyu und Giovanni Falzone zu studieren.
Mit dem Trio von Svetlana Marinchenko tourte sie durch Russland. Neben einem Quartett leitet sie selbst ein ungewöhnlich besetztes Trio, zu dem Saxophonist Moritz Stahl und der Gitarrist Philipp Schiepek gehören, für das sie auch komponiert; dessen Debütalbum Interspaces erschien 2021 bei Unit Records. 2023 folgte in dieser Besetzung das Album Poesias bei ACT. Daneben trat sie auch mit der Jazzrausch Bigband und dem Christian Elsässer Jazz Orchestra auf.

## Preise und Auszeichnungen
Grond erhielt 2019 ein New York Voices Vocal Camp-Stipendium. 2020 wurde ihr der Leonhard und Ida Wolf-Gedächtnispreis der Landeshauptstadt München verliehen. 2021 war sie mit ihrem Trio die Gewinnerin des Wettbewerbs Next Generation Virtuell beim Festival Women in Jazz.